# Vincent d'Auriol
Vincent d'Auriol ou Vincent Dauriol, né le 20 novembre 1728 à Limoux dans l'Aude et mort le 10 septembre 1799, est un général français de la révolution.

## États de service
Volontaire en 1745, il est nommé lieutenant en 1748. Il fit la campagne d’Allemagne de 1758 à 1762, il est réformé en 1763. Il reprend du service comme aide-major en 1766. Il est fait chevalier de Saint-Louis en 1773. 
Lieutenant-colonel du 93e régiment d'infanterie en 1784, il est promu Colonel le 25 juillet 1791 et prend le commandement du 75e régiment d'infanterie, avant de commander le 93e Régiment d'Infanterie le 18 septembre 1792. Il est nommé général de brigade le 21 mai 1793.
Il sert à la division Méquillet à l'Armée du Rhin, puis sous Burcy à Ingwiller le 18 novembre 1793. Il s’empare de Bouxwiller et passe à la division Hatry. 
Il obtient une retraite pour infirmités en 1799.